# Sant Amanç de Valtoret
Sant Amanç de Val Toret (en francès Saint-Amans-Valtoret) és un municipi francès situat al departament del Tarn i a la regió d'Occitània.

## Demografia
| 1962                                       | 1968  | 1975  | 1982 | 1990 | 1999 | 2007 |
| ------------------------------------------ | ----- | ----- | ---- | ---- | ---- | ---- |
| 1.165                                      | 1.214 | 1.020 | 920  | 985  | 966  | 914  |
| Des de 1962: població sense dobles comptes |       |       |      |      |      |      |

## Administració
| Període | Identitat        | Partit |
| ------- | ---------------- | ------ |
| 2001-   | Brigitte Saracco |        |